# Надчерепная мышца
Надчерепная мышца (лат. m. epicranius) — одна из мимических мышц головы, покрывающая почти весь свод черепа и связанная с сухожильным шлемом (лат. galea aponeurotica).

## Анатомия
Мышца покрывает свод черепа почти полностью, пролегает под кожей головы между лобной и затылочными костями, соединяется с сухожильным шлемом (лат. galea aponeurotica) и состоит из двух частей — височно-теменной (лат. m. temporoparietalis) и затылочно-лобной (лат. m. occipitofrontalis) мышц, которая в свою очередь делится на лобное (лат. venter frontalis) и затылочное (лат. venter occipitalis) брюшки.
Лобное брюшко (лат. venter frontalis) расположено под кожей лобной области. Оно состоит из вертикально идущих пучков, которые, начинаясь несколько выше лобных бугров от сухожильного шлема (лат. galea aponeurotica), направляются вниз и вплетаются в кожу лба на уровне надбровных дуг (лат. arcus superciliaris). Затылочное брюшко (лат. venter occipitalis) образовано сравнительно короткими мышечными пучками, которые начинаются в латеральной части верхней выйной линии (лат. pars lateralis linea nuchae superior ossis occipitalis) и от сосцевидного отростка височной кости (лат. processus mastoideus ossis temporalis), поднимаются вверх и вплетаются в задние отделы сухожильного шлема (лат. galea aponeurotica).
Сухожильный шлем (лат. galea aponeurotica) является обширной сухожильной частью надчерепной мышцы (лат. m. epicranius), который покрывает верхнюю часть свода черепа, вместе с брюшками образуя сплошную мышечно-фиброзную пластинку. Сзади сухожильный шлем прикрепляется к наружному затылочному выступу (лат. protuberantia occipitalis externa) и наивысшей выйной линии затылочной кости (лат. linea nuchae superior ossis temporalis), спереди расщепляется, охватывая лобное брюшко и посылая короткие тонкие пучки внутрь него. Сухожильный шлем рыхло связан с надкостницей свода черепа, более прочно связан с кожей посредством плотных соединительнотканных пучков.
Височно-теменная мышца (лат. m. temporoparietalis) чаще всего рудиментарна, начинается на внутренней стороне хряща ушной раковины (лат. pinna) между передней и верхней ушными мышцами, пучки её веерообразно расходятся и прикрепляются к сухожильному шлему (лат. galea aponeurotica).

### Иннервация
Иннервация затылочного брюшка осуществляется за счёт заднего ушного нерва лицевого нерва (лат. n. auricularis posterior nervi facialis), а иннервация лобного брюшка и височно-теменной мышцы — за счёт височных ветвей лицевого нерва (лат. rr. temporales nervi facialis).

### Кровоснабжение
Кровоснабжение затылочного брюшка осуществляется за счёт затылочной и задней ушной артерий (лат. aa. occipitalis, auricularis posterior), лобного брюшка — за счёт поверхностной височной, надглазничной, слёзной артерий (лат. aa. temporalis superficialis, supraorbitalis, lacrimalis), а височно-теменной мышцы — за счёт поверхностной височной и задней ушной артерий (лат. aa. temporalis superficialis, auricularis posterior).

## Функции
Будучи рыхло связан с надкостницей костей черепа, сухожильный шлем тесно срастается с кожей головы, поэтому она может передвигаться вместе с ним под влиянием сокращения лобного и затылочного брюшков. Когда сухожильный шлем укреплён затылочным брюшком мышцы, лобное поднимает брови и кожу над корнем носа кверху, образуя поперечные складки на лбу. А когда сухожильный шлем укреплён лобным брюшком, то затылочное тянет кожу головы вперёд, образуя на лбу поперечные морщины. Височно-теменная мышца смещает ушную раковину вперёд и кверху.

## Патология
- Миофасциальный синдром затылочно-лобной мышцы[8];
- Парез мимической мускулатуры[9];
- Гематома под сухожильным шлемом[10];
- Миозит[11].

## Эволюция
У людей надчерепная мышца служит только для выражения эмоций (мимики). У обезьян, однако, голова не сбалансирована, поэтому им требуются сильные мышцы, которые тянут череп назад, и значительно выступающие надбровные дуги для прикрепления этих мышц.